# Arachnothera affinis
Arachnothera affinis е вид птица от семейство Nectariniidae.

## Разпространение
Видът е разпространен в Бруней, Индонезия, Малайзия, Мианмар и Тайланд.